# Möldre (Helme)
Möldre – wieś w Estonii, prowincji Valga, w gminie Helme.